# Ministr národní obrany Čínské lidové republiky
Ministr národní obrany Čínské lidové republiky (čínsky v českém přepisu čung-chua žen-min kung-che-kuo kuo-fang-pu pu-čang, pchin-jinem zhōnghuá rénmín gònghéguó guófángbù bùzhǎng, znaky zjednodušené 中华人民共和国国防部部长, tradiční 中華人民共和國國防部部長) je člen Státní rady Čínské lidové republiky, čínské vlády, který stojí v čele Ministerstva národní obrany Čínské lidové republiky.
Od 29. prosince 2023 post ministra národní obrany v Li Čchiangově vládě zastává admirál Tung Ťün.

## Jmenovací proces
Podle Ústavy Čínské lidové republiky je ministr nominován premiérem a následně schválen Všečínským shromážděním lidových zástupců, nebo jeho stálým výborem. Do funkce je poté jmenován prezidentem Čínské lidové republiky.

## Historie
Funkce vznikla se zřízením Ministerstva národní obrany ČLR v roce 1954. Od 80. let 20. století je ministr zpravidla také státní poradce a člen Ústřední vojenské komise, a může se tak podílet na rozhodovacích procesech jak uvnitř vlády, tak uvnitř vojenských a stranických struktur. S výjimkou Keng Piaa v letech 1981–1982, všichni ministři národní obrany byli během působení ve funkci vojáky v aktivní službě. V roce 2018 se Wej Feng-che stal prvním ministrem národní obrany z jiné složky ČLOA než z Pozemních sil, konkrétně z Raketových sil ČLOA.

## Seznam ministrů národní obrany
| #                                                      | Portrét | Jméno Narození a úmrtí                      | Funkční období     | Funkční období                 | Funkční období   | Vláda                        | Poznámky, další úřady (v době výkonu funkce) |
| #                                                      | Portrét | Jméno Narození a úmrtí                      | Nástup do úřadu    | Opuštění úřadu                 | Doba v úřadu     | Vláda                        | Poznámky, další úřady (v době výkonu funkce) |
| ------------------------------------------------------ | ------- | ------------------------------------------- | ------------------ | ------------------------------ | ---------------- | ---------------------------- | --- |
| 1.                                                     |         | maršál Pcheng Te-chuaj (1898–1974)          | 28. září 1954      | 17. září 1959                  | 4 roky a 354 dní | Čou En-laj II Čou En-laj III | člen (7.) a (8.) politbyra, člen Ústřední vojenské komise KS Číny, místopředseda Státního výboru obrany, místopředseda vlády                                                                        |
| 2.                                                     |         | maršál Lin Piao (1907–1971)                 | 17. září 1959      | 13. září 1971 (zemřel v úřadu) | 11 let a 361 dní | Čou En-laj III Čou En-laj IV | místopředseda ÚV KS Číny, výkonný místopředseda Ústřední vojenské komise KS Číny, místopředseda Státního výboru obrany, místopředseda vlády                                                         |
| Funkce neobsazena (13. září 1971–17. února 1975)       |         |                                             |                    |                                |                  |                              | |
| 3.                                                     |         | maršál Jie Ťien-jing (1897–1986)            | 17. ledna 1975     | 26. února 1978                 | 3 roky a 40 dní  | Čou a Chua                   | místopředseda ÚV KS Číny, místopředseda Ústřední vojenské komise KS Číny |
| 4.                                                     |         | maršál Sü Siang-čchien (1901–1990)          | 26. února 1978     | 6. března 1981                 | 3 roky a 8 dní   | Chua a Čao                   | člen (11.) politbyra, místopředseda Ústřední vojenské komise KS Číny, místopředseda vlády |
| 5.                                                     |         | Keng Piao (1909–2000)                       | 6. března 1981     | 19. listopadu 1982             | 1 rok a 258 dní  | Chua a Čao                   | člen (11.) politbyra (do září 1982), člen stálého výboru Ústřední vojenské komise KS Číny (do září 1982), místopředseda vlády (do května 1982), státní poradce (od května 1982)                     |
| 6.                                                     |         | generálplukovník Čang Aj-pching (1910–2003) | 19. listopadu 1982 | 12. dubna 1988                 | 5 let a 145 dní  | Čao C’-jang II               | člen ÚV KS Číny, člen Ústřední vojenské komise KS Číny, člen Ústřední vojenské komise ČLR, státní poradce                                                                                           |
| 7.                                                     |         | generálplukovník Čchin Ťi-wej (1914–1997)   | 12. dubna 1988     | 29. března 1993                | 4 roky a 351 dní | Li Pcheng I                  | člen (13.) politbyra, člen Ústřední vojenské komise KS Číny, člen Ústřední vojenské komise ČLR, státní poradce                                                                                      |
| 8.                                                     |         | generálplukovník Čch’ Chao-tchien (* 1929)  | 29. března 1993    | 17. března 2003                | 9 let a 353 dní  | Li Pcheng II Ču Žung-ťi      | člen ÚV KS Číny, od září 1997 (15.) politbyra, člen, od září 1995 místopředseda Ústřední vojenské komise KS Číny, člen, od prosince 1995 místopředseda Ústřední vojenské komise ČLR, státní poradce |
| 9.                                                     |         | generálplukovník Cchao Kang-čchuan (* 1935) | 17. března 2003    | 17. března 2008                | 5 let a 0 dní    | Wen Ťia-pao I                | člen (16.) politbyra, místopředseda Ústřední vojenské komise KS Číny, místopředseda Ústřední vojenské komise ČLR, státní poradce                                                                    |
| 10.                                                    |         | generálplukovník Liang Kuang-lie (* 1940)   | 17. března 2008    | 16. března 2013                | 4 roky a 364 dní | Wen Ťia-pao II               | člen ÚV KS Číny, člen Ústřední vojenské komise KS Číny, člen Ústřední vojenské komise ČLR, státní poradce                                                                                           |
| 11.                                                    |         | generálplukovník Čchang Wan-čchüan (* 1949) | 16. března 2013    | 19. března 2018                | 5 let a 3 dny    | Li Kche-čchiang I            | člen ÚV KS Číny, člen Ústřední vojenské komise KS Číny, člen Ústřední vojenské komise ČLR, státní poradce                                                                                           |
| 12.                                                    |         | generálplukovník Wej Feng-che (* 1954)      | 19. března 2018    | 12. března 2023                | 4 roky a 358 dní | Li Kche-čchiang II           | člen ÚV KS Číny, člen Ústřední vojenské komise KS Číny, člen Ústřední vojenské komise ČLR, státní poradce                                                                                           |
| 13.                                                    |         | generálplukovník Li Šang-fu (* 1958)        | 12. března 2023    | 24. října 2023                 | 226 dní          | Li Čchiang                   | člen ÚV KS Číny, člen Ústřední vojenské komise KS Číny, člen Ústřední vojenské komise ČLR, státní poradce                                                                                           |
| Funkce neobsazena (24. října 2023 – 29. prosince 2023) |         |                                             |                    |                                |                  |                              | |
| 14.                                                    |         | admirál Tung Ťün (* 1961)                   | 29. prosince 2023  | úřadující                      | 428 dní          | Li Čchiang                   | člen ÚV KS Číny |